# Górna Kolonia (Skarżysko-Kamienna)
Górna Kolonia – część miasta Skarżysko-Kamienna w  powiecie skarżyskim w województwie świętokrzyskim. Leży na południu miasta, wzdłuż ulic Szkolnej, Jaracza, Osterwy i Chałubińskiego.
Administracyjnie wchodzi w skład osiedla Kolonia Górna-Młodzawy.

## Historia
Kolonia urzędnicza powstała w latach 1924–1925 na potrzeby dyrekcji, inżynierów i fachowców pobliskiej fabryki amunicji. Wybudowana w stylu modernizowanego klasycyzmu na siatce prostopadłych ulic, na wzór koncepcji miasta-ogrodu. Dominują tu duże piętrowe luksusowe wille z balkonami i tarasami oraz przeszklonymi gankami i werandami. Wyróżniają się tu architektonicznie: Dom Dyrektora Fabryki Amunicji, Domy Wicedyrektorów z kamienia łamanego oraz Domy Kierowników Wydziałów i Domy Dozoru Technicznego. Kolonia posiadała własne ujęcie wody, któremu nadano stylowy wygląd. Układ urbanistyczny kolonii został częściowo naruszony po II wojnie światowej przez wprowadzenie kilku bloków mieszkalnych oraz dużych budynków użyteczności publicznej, jednak oryginalna koncepcja założenia osiedla pozostała widoczna.
W okresie międzywojennym Górna Kolonia należała do gminy Bliżyn w powiecie koneckim w woj. kieleckim. 21 maja 1930 włączono ją (obszary Państwowej Wytwórni Uzbrojenia) do utworzonego dwa lata wcześniej miasta Skarżysko-Kamienna